# Theodore Pergande

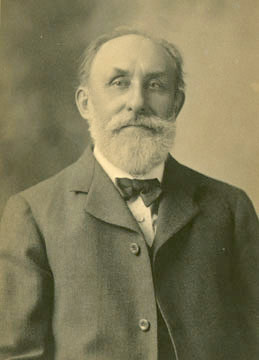
Theodore Pergande

Theodore Pergande (* 28. Dezember 1840 in Deutschland; † 23. März 1916 in Washington, D.C.; Schreibweise auch Theodor) war ein US-amerikanischer Entomologe deutscher Herkunft.
Pergande wurde in Deutschland geboren und erlernte den Beruf eines Schlossers. Nach seinen eigenen Angaben wanderte er nach Amerika aus, weil ihn ein in seiner Geburtsstadt lebender reicher Mann und zukünftiger Geschäftspartner mit seiner Tochter verheiraten und zum katholischen Glauben bekehren wollte. Pergande kam zum Ausbruch des Sezessionskrieges nach Amerika und landete ohne Englischkenntnisse und mit wenig Geld in New York. Er wählte Syracuse als sein nächstes Ziel, weil am Bahnhof ein Mann vor ihm eine Fahrkarte in diese Richtung löste und ihm der Ortsname nicht unbekannt vorkam. Am nächsten Tag schrieb er sich bei der Armee ein und kämpfte dort vier Jahre lang bis zum Ende des Krieges. Er wurde in St. Louis aus der Armee entlassen, heiratete eine Deutsche und begann eine Arbeit in einem großen Kanonenwerk. An den Wochenenden sammelte er Schmetterlinge und Käfer. Dabei traf er Otto Lugger (1844–1901), der seinen Job als Assistent von Charles Valentine Riley (1843–1895) aufgeben wollte. Lugger empfahl Pergande als neuen Assistenten. Zusammen mit Riley ging Pergande im Jahre 1878 von Missouri nach Washington an das erst 16 Jahre zuvor durch Abraham Lincoln gegründete Landwirtschaftsministerium der Vereinigten Staaten (USDA). Rileys zweiter Assistent, Leland Ossian Howard (1857–1950), empfahl Pergande zur Verbesserung seiner Englischkenntnisse das Lesen „klassischer“ Werke von Shakespeare und Edmund Spenser. In der Folge erschienen die Berichte des Bureau of Entomology im Stile von Spensers Faerie Queene und ähnlichen Meisterwerken der englischen Dichtung des 16. und 17. Jahrhunderts.
Pergande beschäftigte sich dienstlich hauptsächlich mit Blattläusen und deren Lebensweise, interessierte sich aber auch für andere Pflanzensaft saugende Insekten, wie zum Beispiel Fransenflügler (Thysanoptera). Er beschrieb neue Arten, beispielsweise 1895 den Thrips Frankliniella occidentalis, der damals nur in wenigen US-Bundesstaaten vorkam, der sich jedoch am Ende des 20. Jahrhunderts weltweit verbreiteten sollte und unterdessen als Pflanzenviren übertragender Thrips gefürchtet ist. Pergande war sowohl bekannt für seine exakte Arbeit bei der Präparation kleinster Insekten als auch bei der Beobachtung am lebenden Objekt. Seine Arbeiten waren die Grundlage für viele Publikationen von Riley und Kollegen, während er selbst nur wenig veröffentlichte. Pergande gehört zu den ersten Mitgliedern der durch Riley, Howard und Eugene Amandus Schwarz 1884 gegründeten Entomological Society of Washington. Von 1886 bis 1889 war er Mitglied im Executive Committee der Gesellschaft. Nach Rileys Tod blieb Pergande bis 1915 Kurator der "United States National Collection of Aphididae" beim USDA.
Sein privates Interesse galt den Ameisen. Auch auf diesem Feld war Pergande international bekannt. Er arbeitete hauptsächlich mit Ameisenspezialisten aus Europa zusammen, insbesondere mit dem Österreicher Gustav Mayr (1856–1911), dem Italiener Carlo Emery (1848–1925) und dem Schweizer Auguste Forel. Pergande beschrieb viele neue Arten für Nordamerika. Nach Pergandes Tod schenkte seine Tochter Laura die Ameisensammlung dem Bureau of Entomology, dessen damaliger Direktor Pergandes ehemaliger Kollege und Riley-Assistent L. O. Howard war. Howard leitete die als sehr wertvoll eingestufte Sammlung an das National Museum of Natural History weiter. Ein Großteil der Tiere hat Etiketten, die neben Fundort und Jahr lediglich eine Nummer tragen. Die dazugehörigen umfangreichen Notizen gingen allerdings verloren, da sie die Familie nicht als wertvoll ansah.
Pergande zu Ehren wurden zu seinen Lebzeiten, aber auch später, Blattlaus- und Ameisenarten sowie andere Insekten mit dem Artnamen pergandei beschrieben.

## Wichtige wissenschaftliche Arbeiten
- 1894: On a collection of Formicidae from Lower California and Sonora, Mexico. Proc. Calif. Acad. Sci. ser. 2, 4:23–36.
- 1904: Formicidae of the expedition. Harriman Alaska expedition 9. Inst. pt. 2: 113-117 (reprinted from Proceedings of the Washington Academy of Sciences 2: 519–521).